# 비야비시오사 전투
비야비시오사 전투는 1710년 12월 10일 스페인 왕위 계승 전쟁의 한 전투로 브리우에가 전투의 바로 다음날 벌어졌다.

## 서막
7월 27일에 일어난 알메나라 전투에서의 승리와 8월 20일 거둔 사라고사 전투의 승리 이후에, 카를 대공을 지지하던 동맹군은 마드리드를 두 번째로 점령했다. 9월 21일 대공은 마드리드에 입성했다.
그러나 1710년의 마드리드 공략은 1706년의 상황을 그대로 재현했다. 23,000명의 동맹군은 알메나라와 사라고사의 작전으로 2천을 잃었고, 게릴라와의 소규모 접전으로 인한 사상자와 질병으로 인해 두 카스티야(Castiles) 지방을 점령하는 것은 거의 불가능했다. 포르투갈은 이 상황에 아무런 도움을 주지 않았다.
펠리페 5세의 할아버지 루이 14세가 그에게 빌려준 방돔 공작은 아일랜드 여단와 함께 비밀리에 스페인군을 지도할 수 있게 허락한 일부 프랑스인을 데리고 들어왔다. 이들은 스페인군의 장교가 되어 무너진 스페인 군대를 재건하기 시작했다.
동맹군은 주민들의 가난함을 제외하고는 거의 사막과 같은 마드리드에 주둔한 동맹군을 지킬 수 없는 상황이었다. 11월 9일, 그들은 마드리드를 버리고, 카탈로니아로 퇴각하기 시작했다. 카를 대공은 2,000명의 기병대와 함께 떠나, 서둘러 바르셀로나로 물러났다. 나머지 병력은 둘로 나뉘어 진군했는데, 이는 그들이 군량을 확보하는 데 심각한 어려움을 겪었기 때문이다. 12,000명의 주력을 지휘하던 구이도 슈타렘베르크는 스태너프 경이 지휘하는 5,000명의 영국군보다 하루 앞서 출발했다. 이러한 배치는 스페인군을 지휘하는 장군이 현 상황을 이용할 줄 아는 방돔이라는 데서 재난을 불러왔다. 영국군은 1710년 11월 9일 기습당해 브리우에가 근처에서 패했다. 영국군 전군은 그들의 용맹한 전투에도 불구하고 포로로 잡히고 말았다.

## 전투
슈타렘베르크는 동료의 위급한 서신을 늦게 받았지만, 스태너프 경을 구하기 위해 진군했다. 그리고 비야비시오사에서 치열하고 피 튀기는 전투를 벌였다. 슈타렘베르크는 전장의 주인으로 남아있었으나, 양측 모두 자신이 승리하였다고 선언하였다.

## 영향
방돔의 승리로 인하여 황제군 장군들은 계속 물러날 수밖에 없었고, 매번 스페인 기병대와 민병대에게 괴롭힘을 당해야만 했다. 동맹군은 1월 6일 스페인에 남아있는 거의 유일한 카를의 영지라 할 수 있는 바르셀로나에 입성했을 때 6,000~7,000명으로 줄어있었다.
스페인의 왕좌를 둘러싼 전투는 카를이 그의 형의 사망으로 인해 오스트리아의 황제가 되기 위해 1711년 4월 스페인을 떠남으로써 펠리페 5세의 승리로 결판이 나게 되었다.